# Shūnan
Shūnan (周南市, Shūnan-shi) est une ville située dans la préfecture de Yamaguchi, au Japon.

## Géographie

### Situation
Shūnan est située dans le centre-est de la préfecture de Yamaguchi. Elle est bordée par la mer intérieure de Seto au sud.

### Démographie
En août 2018, la population de la ville de Shūnan était de 144 191 habitants répartis sur une superficie de 656,29 km2.

## Histoire
La ville de Shūnan a été fondée officiellement le 21 avril 2003 après la fusion des villes de Tokuyama et Shinnan'yō et des bourgs de Kumage et Kano.

## Transports
La gare de Tokuyama est la principale gare de Shūnan. Elle est desservie par la ligne Shinkansen Sanyō, ainsi que les lignes classiques Sanyō et Gantoku.
La ville possède un port.

## Jumelages
La ville de Shūnan est jumelée avec :
- São Bernardo do Campo (Brésil) depuis 1973
- Delfzijl (Pays-Bas) depuis 1990
- Townsville (Australie) depuis 1990